# Sugarmouse Island
Sugarmouse Island är en ö i Australien. Den ligger i delstaten Tasmanien, i den sydöstra delen av landet, omkring 130 kilometer sydväst om delstatshuvudstaden Hobart.
I omgivningarna runt Sugarmouse Island växer i huvudsak städsegrön lövskog. Runt Sugarmouse Island är det mycket glesbefolkat, med 2 invånare per kvadratkilometer. Genomsnittlig årsnederbörd är 1 932 millimeter. Den regnigaste månaden är juli, med i genomsnitt 232 mm nederbörd, och den torraste är februari, med 84 mm nederbörd.